# Jason Queally
Jason Queally, född den 11 maj 1970 i Great Haywood, Storbritannien, är en brittisk tävlingscyklist som tog OS-guld i kilometerloppet i bancykling och silver i lagsprinten vid olympiska sommarspelen 2000 i Sydney. 